# 荒島駅
荒島駅（あらしまえき）は、島根県安来市荒島町にある、西日本旅客鉄道（JR西日本）山陰本線の駅である。

## 歴史
- 1908年（明治41年）11月8日：官設鉄道安来駅 - 松江駅間延伸時に開設[1]。旅客・貨物取扱開始[1]。
- 1909年（明治42年）10月12日：線路名称制定。山陰本線の所属となる。
- 1928年（昭和3年）7月14日：広瀬鉄道線（後の一畑電気鉄道広瀬線）当駅 - 出雲広瀬駅間開通。
- 1944年（昭和19年）10月31日：伯陽電鉄との合併に伴い、広瀬鉄道の駅は山陰中央鉄道広瀬線の駅となる。
- 1948年（昭和23年）4月1日：広瀬線再独立に伴い、同線の駅は島根鉄道の駅となる。
- 1954年（昭和29年）12月1日：島根鉄道が一畑電鉄に吸収され、同線の駅は一畑電鉄広瀬線の駅となる。
- 1960年（昭和35年）6月20日：広瀬線廃止。
- 1963年（昭和38年）2月1日：貨物取扱廃止[1]。
- 1964年（昭和39年）12月1日：貨物取扱再開[1]。
- 1977年（昭和52年）3月5日：貨物取扱再廃止[1]。
- 1985年（昭和60年）3月14日：荷物扱い廃止[1]。
- 1987年（昭和62年）4月1日：国鉄分割民営化に伴い、西日本旅客鉄道（JR西日本）の駅となる[1]。
- 1991年（平成3年）3月16日：無人駅化[2]。
- 1993年（平成5年）3月下旬：自動券売機設置、使用開始[3]。
- 2016年（平成28年）12月17日：ICカード「ICOCA」の利用が可能となる[4][広報 1]。ICカード専用簡易改札機で対応。

## 駅構造
単式・島式ホーム複合型2面3線を有し、列車交換や待避が可能な地上駅。木造駅舎を備える。単式1番のりば側に駅舎があり、島式2・3番のりばへは跨線橋で連絡している。1線スルー化はされておらず、副本線である3番のりばに発着する列車を除き、方向別にホームを使い分けている。
松江駅管理の無人駅。駅舎内に自動券売機が設置されており、乗車券購入が可能。古くからの木造駅舎には荒島自転車駐車場と言う自転車置き場が増築されており、その管理人が駅舎内の窓口に立つが、この窓口での乗車券類販売は無い。また駅舎には荒島駅ふれあい館と言う展示室が設けられている。

### のりば
| のりば | 路線     | 方向 | 行先                 | 備考           |
| ------ | -------- | ---- | -------------------- | -------------- |
| 1      | 山陰本線 | 下り | 松江・出雲市方面     |                |
| 2      | 山陰本線 | 上り | 米子・鳥取・新見方面 |                |
| 3      | 山陰本線 | 上り | 米子・鳥取・新見方面 | 特急待避時のみ |
| 3      | 山陰本線 | 下り | 松江・出雲市方面     | 特急待避時のみ |

- 1番のりばが下り本線、2番のりばが上り本線、3番のりばが上下副本線である。

## 利用状況
2022年度の1日平均乗車人員は360人である。2004年度は356人、1994年度は577人、1984年度は509人だった。
近年の1日平均乗車人員の推移は以下の通り。
| 乗車人員推移 | 乗車人員推移 |
| 年度         | 1日平均人数  |
| ------------ | ------------ |
| 1999         | 421          |
| 2000         | 442          |
| 2001         | 410          |
| 2002         | 380          |
| 2003         | 371          |
| 2004         | 356          |
| 2005         | 365          |
| 2006         | 376          |
| 2007         | 419          |
| 2008         | 463          |
| 2009         | 449          |
| 2010         | 445          |
| 2011         | 411          |
| 2012         | 415          |
| 2013         | 421          |
| 2014         | 410          |
| 2015         | 415          |
| 2016         | 413          |
| 2017         | 409          |
| 2018         | 404          |
| 2019         | 401          |
| 2020         | 343          |
| 2021         | 344          |
| 2022         | 360          |

## 駅周辺
- 荒島郵便局
- 安来市立認定こども園荒島
- 安来自動車学校
- 山陰合同銀行荒島代理店
- 安来市立荒島小学校
- 荒島ルーテル教会

### バス路線
荒島駅停留所
- 安来市広域生活バス（イエローバス）

## 隣の駅
西日本旅客鉄道（JR西日本）
 山陰本線
安来駅 - 荒島駅 - 揖屋駅

### かつて存在した路線
一畑電気鉄道
広瀬線
荒島駅 - 仲仙寺駅

#### 広報資料・1次資料
1. ↑  山陰線（出雲市～伯耆大山駅間）、伯備線（根雨駅、生山駅、新見駅）ICOCAご利用開始日・自動改札機ご利用開始日決定! - 西日本旅客鉄道（2016年10月18日付）

#### 統計資料
1. ↑  “島根県統計書”. しまね統計情報データベース.   島根県政策企画局. 2025年2月4日閲覧。